# Chris Fridfinnson
Kristmundur N. Fridfinnson (14. června 1898, Baldur, Manitoba, Kanada – 10. listopadu 1938, Selkirk) byl kanadský reprezentační hokejový útočník.
S reprezentací Kanady získal jednu zlatou olympijskou medaili (1920).

## Úspěchy
- Allan Cup – 1920
- LOH – 1920